# Ibirapuã
Ibirapuã – miasto i gmina w Brazylii, w stanie Bahia. Znajduje się w mezoregionie Sul Baiano i mikroregionie Porto Seguro.